# 小深田大翔
小深田 大翔（こぶかた ひろと、1995年9月28日 - ）は、兵庫県佐用郡佐用町出身のプロ野球選手（内野手、外野手）。右投左打。東北楽天ゴールデンイーグルス所属。

## 経歴

### プロ入り前
小学校1年からソフトボールを始める。中学生時代はヤングリーグの佐用スターズに所属し遊撃手を務めていた。
神戸国際大学附属高等学校に進学するも、3年夏は県大会2回戦で敗退し甲子園出場経験はなかった。高校の同級生に蔵本治孝がいる。
進学した近畿大学では1年春から試合に出場し、関西学生リーグでの通算成績は107安打、2年春、4年春、4年秋とベストナインを3度受賞している。だが、小深田自身は自らをプロで通用するレベルではないと評価していたため、プロ志望届を提出しなかった。
大学卒業後は大阪ガスに入社。1年目の都市対抗野球大会では遊撃のレギュラーとして全5試合に出場し初優勝に貢献。若獅子賞を受賞した。
2019年10月17日に行われたプロ野球ドラフト会議において、東北楽天ゴールデンイーグルスから1位指名を受け、11月10日に契約金1億円、年俸1500万円（推定）で仮契約を結んだ。背番号は0。

### 楽天時代
2020年は、開幕一軍入りを果たし、6月19日の開幕戦・対オリックス・バファローズ戦（京セラドーム大阪）で9回裏に遊撃手の守備固めとして初出場。開幕直後は代走や守備固めが多かったが、6月30日の対千葉ロッテマリーンズ戦（楽天生命パーク）では途中出場で東條大樹からプロ初安打を放ち7月4日の対ロッテ戦では「1番・二塁手」でプロ初の先発出場。7月15日の対埼玉西武ライオンズ戦（楽天生命パーク）では7回二死満塁という場面で浜屋将太から走者一掃となる適時二塁打を放ち、プロ初打点を記録した。その後は茂木栄五郎との兼ね合いで二塁と遊撃で先発出場が続いたが、茂木がコンディション不良で遊撃を守れない試合が増えていき小深田の遊撃での先発出場が多くなっていき、最終的には「1番・遊撃手」として定着。9月27日の対西武戦（メットライフドーム）では松本航からプロ初本塁打も放ち、最終戦まで離脱することなく試合出場を重ね、最終的に112試合に出場しルーキーイヤーながら規定打席に到達。打率.288とリーグ6位の好成績を残し、ベストナイン遊撃手部門で1位の源田壮亮の161票に次ぐ103票を獲得。新人王の投票では平良海馬の144票に次ぐ125票を獲得した。オフにはスピードアップ賞を受賞し、1800万円増となる推定年俸3300万円で契約を更改した。
2021年は開幕ゲームの対北海道日本ハムファイターズ戦（楽天生命パーク）を「2番・遊撃手」で先発出場。その後は前年同様「1番・遊撃手」として試合に出場した。交流戦前まで打率.214と打撃が低調であったが、交流戦に入ると調子を上げ、7月5日に監督推薦でオールスターゲームへの初出場が決まった。しかし7月以降は再び打撃が低調となり、また前年と比べ失策が増加。9月に入ると山﨑剛が浅村栄斗の欠場により出場機会を得て評価を高め、浅村がスタメンに復帰すると山﨑が「1番・遊撃手」に抜擢され、小深田はベンチスタートとなる試合が増えていった。10月は先発出場が無く、代走や代打での出場となったが、シーズン最終戦の対ロッテ戦（楽天生命パーク）では8回に代打として佐々木千隼から決勝適時打を放った。最終的にレギュラーシーズンでは新人から2年連続で規定打席には到達したが、121試合の出場で打率.248・3本塁打・21打点という成績にとどまった。その後フェニックスリーグへ参加し、ポストシーズンを見据えて中堅手として実戦経験を積んだが、チームはクライマックスシリーズファーストステージで敗退し、小深田自身も代打出場1試合のみに終わった。オフに400万円増となる推定年俸3700万円で契約を更改した。
2022年は開幕戦の対ロッテ戦（楽天生命パーク）では「9番・中堅手」として先発出場したものの、遊撃手のポジションは前年から山﨑剛が確保していたため、ベンチを温める試合が続いていたが、4月21日の対日本ハム戦（楽天生命パーク）で先発出場すると、5打数2安打3打点を記録しお立ち台に上がる活躍を見せ、その後は「2番・遊撃手」としてショートのレギュラーを奪い返した。オールスターゲームにも代替選手としてではあるが2年連続の出場を果たした。シーズンでは内野手だけではなく、外野手としても一定の試合に出場し、最終的には打率.267、2本塁打、29打点の成績を残し、盗塁ではキャリアハイとなる21盗塁を記録した。また新人から3年連続で規定打席にも到達した。オフには2020年以来2度目のスピードアップ賞を受賞して、1300万円増となる推定年俸5000万円で契約を更改した。
2023年は開幕ゲームの対日本ハム戦（エスコンフィールドHOKKAIDO）を「2番・左翼手」として先発出場した。シーズンでは二塁手として守備に就く機会が最も多かったが、前年に引き続き外野手、そして三塁手としても一定数の試合で守備に就いた。しかし遊撃手としては途中変更の2試合のみで先発出場として遊撃手の守備に就くことはなかった。打順は主に2番を任されていたが、シーズン最終盤になると1番での出場機会が増加した。6月8日の対阪神タイガース戦（楽天モバイルパーク）ではリードした展開で試合を進めていたが小郷裕哉の失策もあり相手に逆転を許し迎えた1点ビハインドの9回裏二死一・二塁の場面で湯浅京己から逆転サヨナラとなる右翼席への3点本塁打を放ち、それまで最下位に沈んでいたチームがクライマックスシリーズ進出を争うまでに状態を復調させた起爆剤となった。自らの失策によりビハインドの展開となってしまったことに責任を感じていた小郷は小深田のサヨナラ3点本塁打の後には大粒の涙を流した。なお、その後は小郷自身も状態を挙げレギュラーに定着しチームの復調に貢献している。その本塁打で小深田は6月度の月間サヨナラ賞を自身初めて受賞した。最終的には134試合に出場し、打率.258、5本塁打、37打点、36盗塁を記録。本塁打、打点、盗塁でキャリアハイの成績を記録し、以前から目標に挙げていた盗塁王のタイトルを福岡ソフトバンクホークスの周東佑京と分け合う形で自身初めて獲得した。オフの11月29日に3500万円増となる推定年俸8500万円で契約を更改した。
2024年は3月31日の対西武戦（楽天モバイルパーク宮城）で3-3の同点で迎えた延長11回一死一・三塁の打席で糸川亮太から放ったサヨナラ犠飛を含む5打数3安打2打点でシーズンでチーム初勝利に貢献した。7月14日の対西武戦（楽天モバイルパーク宮城）では3回に二盗を成功させ、通算100盗塁を達成。シーズン通算では134試合に出場し、打率.229、3本塁打、23打点、29盗塁を記録。シーズンの終了後にはパ・リーグの二塁手部門でゴールデングラブ賞とベストナインを初めて受賞した。オフの11月21日に500万円増となる推定年俸9000万円で契約を更改した。

## 選手としての特徴・人物
50メートルは5秒9、一塁までのタイムは3秒78という、抜群の走塁センスを評価されている。広い守備範囲と内野であればどこでも守れる器用さが持ち味。打撃については内角を苦にせず引っ張ることができ、シュアな打撃が評価されている。
愛称は「コブちゃん」。
大阪ガス時代は近本光司と寮で同部屋だった。
近畿大学時代、プロ野球No.1決定戦!バトルスタジアムにデモンストレーション役として出演したことがある。
父親は理髪店を営んでいる。

## 詳細情報

### 年度別打撃成績
| 年 度     | 球 団     | 試 合 | 打 席 | 打 数 | 得 点 | 安 打 | 二 塁 打 | 三 塁 打 | 本 塁 打 | 塁 打 | 打 点 | 盗 塁 | 盗 塁 死 | 犠 打 | 犠 飛 | 四 球 | 敬 遠 | 死 球 | 三 振 | 併 殺 打 | 打 率 | 出 塁 率 | 長 打 率 | O P S |
| --------- | --------- | ----- | ----- | ----- | ----- | ----- | -------- | -------- | -------- | ----- | ----- | ----- | -------- | ----- | ----- | ----- | ----- | ----- | ----- | -------- | ----- | -------- | -------- | ----- |
| 2020      | 楽天      | 112   | 437   | 378   | 61    | 109   | 16       | 5        | 3        | 144   | 31    | 17    | 9        | 11    | 2     | 42    | 0     | 4     | 59    | 5        | .288  | .364     | .381     | .745  |
| 2021      | 楽天      | 121   | 455   | 391   | 60    | 97    | 10       | 3        | 3        | 122   | 21    | 5     | 5        | 16    | 1     | 44    | 0     | 3     | 65    | 1        | .248  | .328     | .312     | .640  |
| 2022      | 楽天      | 118   | 479   | 424   | 54    | 113   | 16       | 5        | 2        | 145   | 29    | 21    | 7        | 12    | 3     | 37    | 0     | 3     | 65    | 6        | .267  | .328     | .342     | .670  |
| 2023      | 楽天      | 134   | 549   | 477   | 67    | 123   | 8        | 6        | 5        | 158   | 37    | 36    | 6        | 20    | 1     | 48    | 0     | 3     | 83    | 8        | .258  | .329     | .331     | .660  |
| 2024      | 楽天      | 134   | 522   | 450   | 50    | 103   | 9        | 4        | 3        | 129   | 23    | 29    | 10       | 25    | 3     | 42    | 0     | 2     | 84    | 5        | .229  | .296     | .287     | .582  |
| 通算：5年 | 通算：5年 | 619   | 2442  | 2120  | 292   | 545   | 59       | 23       | 16       | 698   | 141   | 108   | 37       | 84    | 10    | 213   | 0     | 15    | 356   | 25       | .257  | .328     | .329     | .657  |

- 2024年度シーズン終了時
- 各年度の太字はリーグ最高

### 年度別守備成績
| 年 度 | 球 団 | 二塁  | 二塁  | 二塁  | 二塁  | 二塁  | 二塁     | 三塁  | 三塁  | 三塁  | 三塁  | 三塁  | 三塁     | 遊撃  | 遊撃  | 遊撃  | 遊撃  | 遊撃  | 遊撃     | 外野  | 外野  | 外野  | 外野  | 外野  | 外野     |
| 年 度 | 球 団 | 試 合 | 刺 殺 | 補 殺 | 失 策 | 併 殺 | 守 備 率 | 試 合 | 刺 殺 | 補 殺 | 失 策 | 併 殺 | 守 備 率 | 試 合 | 刺 殺 | 補 殺 | 失 策 | 併 殺 | 守 備 率 | 試 合 | 刺 殺 | 補 殺 | 失 策 | 併 殺 | 守 備 率 |
| ----- | ----- | ----- | ----- | ----- | ----- | ----- | -------- | ----- | ----- | ----- | ----- | ----- | -------- | ----- | ----- | ----- | ----- | ----- | -------- | ----- | ----- | ----- | ----- | ----- | -------- |
| 2020  | 楽天  | 21    | 44    | 40    | 1     | 7     | .988     | -     | -     | -     | -     | -     | -        | 98    | 113   | 206   | 7     | 34    | .979     | -     | -     | -     | -     | -     | -        |
| 2021  | 楽天  | 2     | 2     | 3     | 0     | 0     | 1.000    | -     | -     | -     | -     | -     | -        | 109   | 134   | 229   | 12    | 38    | .968     | -     | -     | -     | -     | -     | -        |
| 2022  | 楽天  | 19    | 24    | 24    | 0     | 1     | 1.000    | 1     | 0     | 0     | 0     | 0     | ----     | 95    | 133   | 216   | 10    | 36    | .972     | 10    | 11    | 1     | 0     | 0     | 1.000    |
| 2023  | 楽天  | 77    | 126   | 198   | 6     | 35    | .982     | 46    | 23    | 49    | 7     | 2     | .911     | 2     | 2     | 1     | 0     | 1     | 1.000    | 30    | 46    | 2     | 2     | 0     | .960     |
| 2024  | 楽天  | 131   | 308   | 397   | 5     | 87    | .993     | -     | -     | -     | -     | -     | -        | 2     | 1     | 2     | 0     | 0     | 1.000    | -     | -     | -     | -     | -     | -        |
| 通算  | 通算  | 250   | 504   | 662   | 12    | 130   | .990     | 47    | 23    | 49    | 7     | 2     | .911     | 306   | 383   | 654   | 29    | 109   | .973     | 40    | 57    | 3     | 2     | 0     | .968     |

- 2024年度シーズン終了時
- 各年度の太字はリーグ最高
- 太字年はゴールデングラブ賞受賞年

### タイトル
- 盗塁王：1回（2023年[28]）

### 表彰
- ベストナイン：1回（二塁手部門：2024年[34]）
- ゴールデングラブ賞：1回（二塁手部門：2024年[33]）
- 月間サヨナラ賞：1回（2023年6月[27]）
- スピードアップ賞：2回（打者部門：2020年、2022年）

### 記録
初記録
- 初出場：2020年6月19日、対オリックス・バファローズ1回戦（京セラドーム大阪）、9回裏に鈴木大地に代わり遊撃手として出場
- 初打席：2020年6月20日、対オリックス・バファローズ2回戦（京セラドーム大阪）、8回表に神戸文也から二塁ゴロ
- 初盗塁：同上、6回表に二盗（投手：山田修義、捕手：若月健矢）
- 初安打：2020年6月30日、対千葉ロッテマリーンズ1回戦（楽天生命パーク宮城）、7回裏に東條大樹から中前安打
- 初先発出場：2020年7月4日、対千葉ロッテマリーンズ5回戦（楽天生命パーク宮城）、1番・二塁手として先発出場
- 初打点：2020年7月15日、対埼玉西武ライオンズ2回戦（楽天生命パーク宮城）、7回裏に浜屋将太から左中間3点適時二塁打
- 初本塁打：2020年9月27日、対埼玉西武ライオンズ17回戦（メットライフドーム）、7回表に松本航から右越ソロ

その他の記録
- オールスターゲーム出場：3回（2021年、2022年、2023年）

### 背番号
- 0（2020年[6] - ）